# Boarmia odontosticha
Boarmia odontosticha är en fjärilsart som beskrevs av Turner 1947. Boarmia odontosticha ingår i släktet Boarmia och familjen mätare. Inga underarter finns listade i Catalogue of Life.